# Heatseeker
«Heatseeker» es una canción que pertenece al álbum Blow Up Your Video (1988), de la banda de hard rock australiana AC/DC. Esta canción aparece en otros álbumes de AC/DC en vivo en concierto, y en otros discos de coleccionistas. También, "Heatseeker" ha salido en otros formatos con "Go Zone".

## Lista de canciones
1. «Heatseeker» - 3:47
2. «Meanstreak» - 4:11
3. «Snake Eye» - 3:16

## Video musical
En el vídeo, dirigido por David Mallet, Angus Young estalla de una vida de tamaño de los televisores. Él tiene sus lanzamientos, y que aterriza en un interruptor, provocando que se tapa. Un misil balístico intercontinental es lanzado, y en la pantalla es filmaciones de la Strategic Air Command en los años 1950, 1960 y 1970. El misil se convierte en un misil de crucero, y viaja por todo el mundo, con lo cual finalmente se estrella en el Opera House de Sídney, durante el concierto de AC / DC . Angus estalla fuera de la ojiva del misil gigante y hace un solo de guitarra. Al final, Angus retornar a ojiva del misil y las hojas.

## Información adicional
La canción "Snake Eye" solamente aparece en "Heatseeker", porque en Blow Up Your Video, no aparece. Se considera una canción rara de este grupo y por eso aparece en los "Rare Trax" entre canciones como: "Cyberspace" (Stiff Upper Lip) y entre "Death City" (Who Made Who). También, "Snake Eye" (Heatseeker) junto a "That's the way i wanna rock n roll" (Blow Up Your Video), tienen toques psicodélicos.

## Miembros
- Brian Johnson – voz
- Angus Young – guitarra líder
- Malcolm Young – guitarra rítmica, coros
- Cliff Williams – bajo, coros
- Simon Wright – Batería